# Tefroseris całolistny pomarańczowy
Tefroseris całolistny pomarańczowy, starzec pomarańczowy (Tephroseris integrifolia subsp. aurantiaca) – podgatunek rośliny z rodziny astrowatych (Asteraceae). 

## Rozmieszczenie geograficzne
Występuje wyłącznie w niższych położeniach gór Europy Środkowej. Znane są jego stanowiska w Karpatach i Alpach Wschodnich. W Polsce jest bardzo rzadki i występuje tylko w Karpatach (w Pieninach i w Tatrach) oraz na Wyżynie Lubelskiej i Małopolskiej. W Karpatach znane są następujące jego stanowiska: Giewont (1900 m),  Dolina Smytnia (1585 m), Mała Świstówka (1400–1440 m), Mała Łąka Wyżnia (1400 m), Niżnia Świstówka Małołącka (1468 m), Tomanowe Stoły (1920 m),  Wąwóz Kraków (1700 m),  Wąwóz Szopczański (550 m),  Zawiesy (440 m), Okrąglica (960 m), Sokolica (450 m). 

## Morfologia
PokrójRoślina o wysokości do 50 cm, o łodydze i liściach początkowo  pajęczynowato owłosionych, później łysiejących. Po odpadnięciu cienkich końców włosków pozostają sztywne 3-komórkowe ich podstawy.
LiścieUlistnienie skrętoległe. Dolne liście tworzą różyczkę, są jajowate lub szerokoeliptyczne, całobrzegie lub rzadko ząbkowane. Wewnętrzne liście w różyczce są większe od zewnętrznych. Dolne liście łodygowe są duże, o nasadzie zbiegającej w ogonek oskrzydlający łodygę. Górne liście są siedzące i stopniowo ku górze coraz węższe i mniejsze.
KwiatyKuliste koszyczki zebrane w luźną wierzchotkę. Okrywa koszyczka szczytowego składa się z około 21 lub nieco więcej listków, ale w bocznych koszyczkach może być mniej, niż 21 listków okrywy. U podstawy okrywy brak dodatkowych listków. Kwiaty o kolorze od żółtopomarańczowego do czerwonopomarańczowego. Zazwyczaj w koszyczku występują zarówno  kwiaty rurkowate, jak i języczkowate, czasami jednak brak kwiatów języczkowatych.
OwocNiełupki o długości ok. 3 mm, wyposażone w dwukrotnie dłuższy puch kielichowy.

## Biologia i ekologia
RozwójBylina, hemikryptofit. Kwitnie od czerwca do sierpnia, jest owadopylna, nasiona rozsiewane są przez wiatr. Rozmnaża się wyłącznie przez nasiona.
SiedliskoRoślina wapieniolubna. Rośnie w szczelinach skał, w murawach naskalnych, na piargach, głównie w miejscach nasłonecznionych.
GenetykaLiczba chromosomów 2n = 48.

## Zagrożenia i ochrona
Umieszczony na polskiej czerwonej liście w kategorii EN (zagrożony).
W Polsce mimo rzadkości występowania nie jest specjalnie zagrożony antropopresją. W polskich Karpatach objęto prawną ochroną najliczniejsze stanowisko jego występowania na Zawiesach w Pieninach. Na początku lat 90. w ramach ochrony czynnej usunięto drzewa i krzewy zacieniające skałę oraz rozpoczęto regularne koszenie łąki wokół skały. Przyniosło to bardzo dobre rezultaty: odnowiła się typowa dla tego miejsca murawa naskalna z dużą liczbą okazów starca pomarańczowego (około 35–40 kwitnących okazów).